# Amblystegium saxatile
Amblystegium saxatile är en bladmossart som beskrevs av W. P. Schimper 1860. Amblystegium saxatile ingår i släktet Amblystegium och familjen Amblystegiaceae. Inga underarter finns listade i Catalogue of Life.